# Cahier (papeterie)
Pour les articles homonymes, voir Cahier.
En papeterie, un cahier est un objet constitué de feuilles de papier assemblées. Selon l'usage auquel il est destiné, le papier peut être vierge (pour le dessin) ou préimprimé d'une réglure (lignes, quadrillage, ou des portées pour l'écriture de musique). Il est recouvert par du carton qui formera la couverture.

## Tailles de cahiers

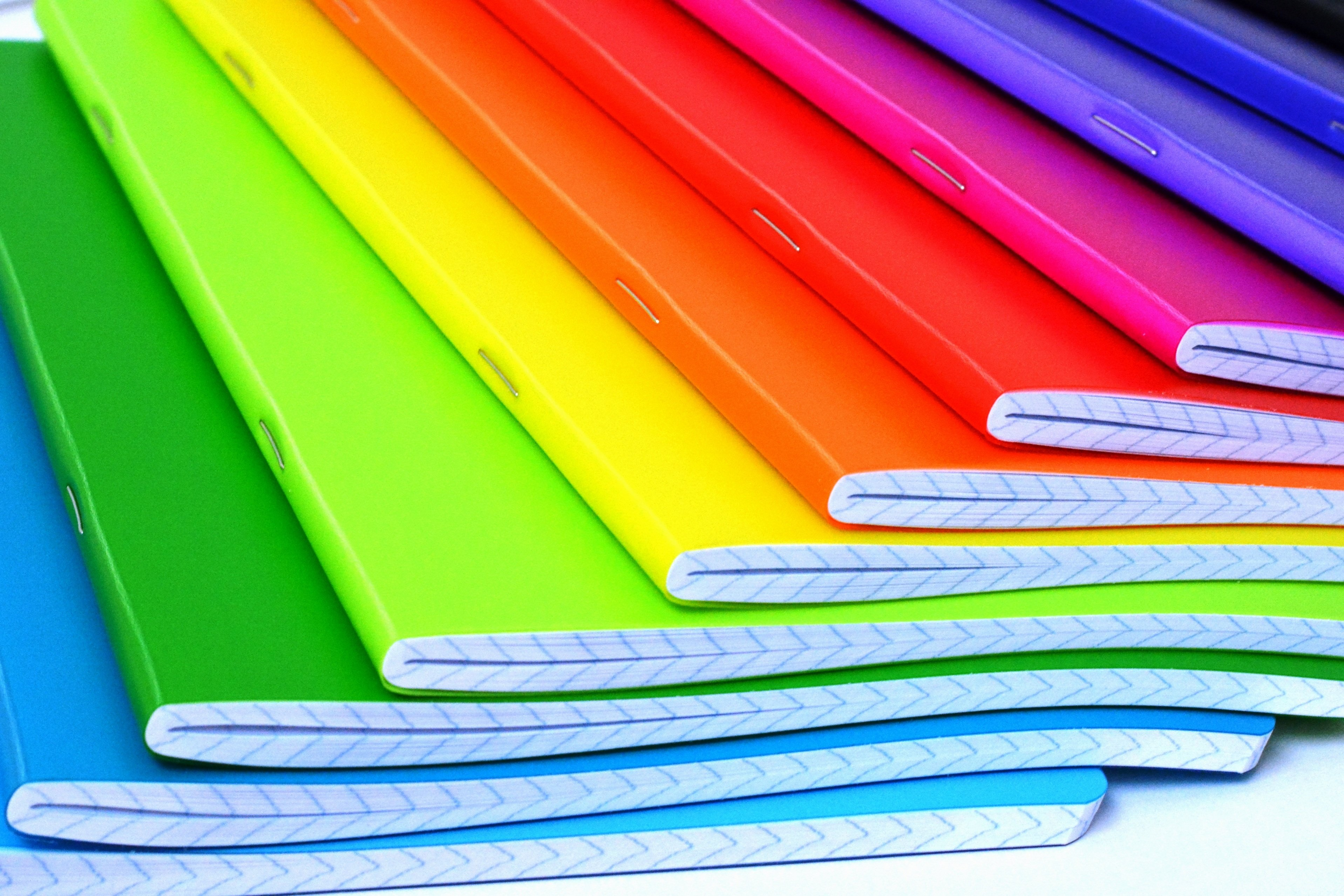
Cahiers aux couvertures de différentes couleurs

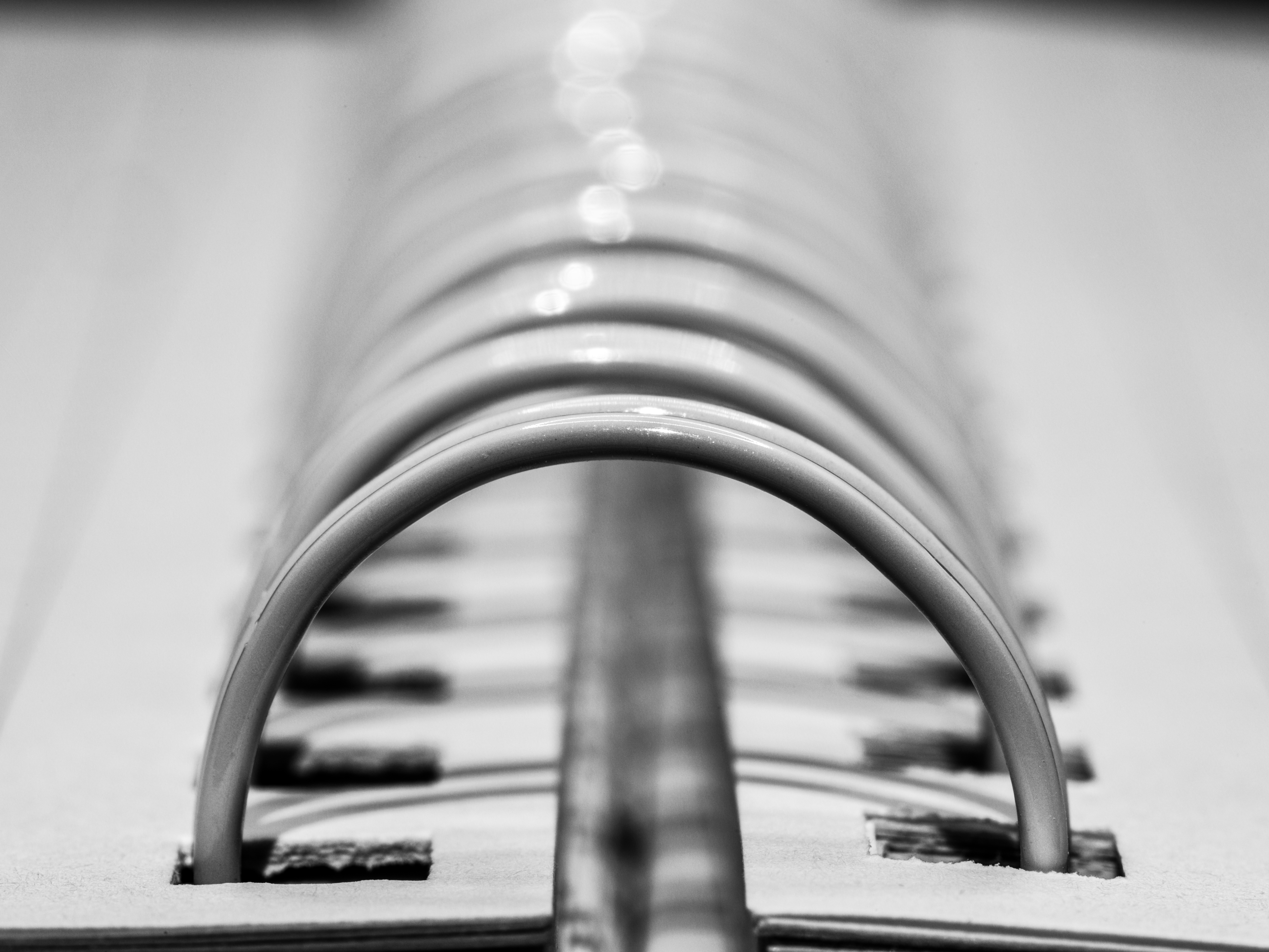
Spirale pour relier les pages d'un cahier. Janvier 2022.

Il en existe de plusieurs tailles, les plus courantes étant :
- 24 × 32 cm (3:4)
- 21 × 29,7 cm (format A4)
- 17 × 22 cm.

## Usages
Si les usages du cahier sont multiples, cet objet est utilisé majoritairement dans le cadre scolaire, d'où l'expression de cahier d'écolier pour le désigner.